# Praia da Saudade (filme)
Praia da Saudade é um filme documentário brasileiro de 2024 dirigido por Sinai Sganzerla. Com narração de Sônia Guajajara e Sidarta Ribeiro, o filme aborda as mudanças climáticas no Brasil com enfoque na Praia de Atafona, localizada na cidade de São João da Barra, a qual está sofrendo com o avanço do nível do mar.
Produzido pela Mercúrio Produções e distribuído pela Cavídeo e pela própria Mercúrio Produções, o filme aborda também o genocídio dos povos originários Goytacazes. Conforme afirmado pela diretora, Praia da Saudade aborda igualmente a temática da memória, explorando questões relacionadas à ecologia, desequilíbrio ambiental, desmatamento e extermínio da população indígena. Tais preocupações se fazem presentes tanto no contexto atual quanto no passado do filme.
O filme foi lançado em uma exibição especial no Estação Botafogo no Rio de Janeiro em 11 de janeiro de 2024, mesmo dia em que foi lançado no circuito comercial nacional. Este é o quarto filme dirigido por Sinai Sganzerla, sendo o terceiro longa-metragem de sua carreira.
O filme foi exibido comercialmente também no Cine Arte UFF / Centro de Artes UFF em Niterói, no Minas Tênis Clube em Belo Horizonte - MG, no Cine Glauber Rocha em Salvador - BA e no Cinesesc em São Paulo.